# Евагорида
Евагорида или Еуагорида је у грчкој митологији била нимфа.

## Митологија
Ову нимфу је Хигин хавео као једну од Океанида.